# Thomas Daniell
Pour les articles homonymes, voir Daniell.
Thomas Daniell, né en 1749 à Chertsey et mort le 19 mars 1840 à Kensington est un peintre et graveur britannique spécialisé dans la peinture de paysage.

## Biographie
Il devient, en 1770, apprenti chez un peintre spécialisé dans l’héraldique. Mais son amour romantique pour la beauté de l’architecture et de la nature le conduit en 1784 à devenir un peintre de sujets topographiques et d’œuvres florales. Il influe ses deux neveux : le plus jeune, Samuel (en), devient un graveur de paysage, l’aîné, William devient son assistant. En 1784, Thomas et William partent pour l’Inde et restent dix ans à Calcutta. Lorsqu’il revient à Londres, il publie sa grande œuvre, Oriental Scenery, en six volumes. Il fait aussi paraître Views of Calcutta, Views in Egypt, Excavations at Ellora et Picturesque Voyage to China. La plupart de ses œuvres sont faites en aquatinte. Il devient membre de la Royal Society of Arts en 1790.
Il crée des dessins originaux pour les bâtiments et les jardins de Sezincote House.

## Galerie

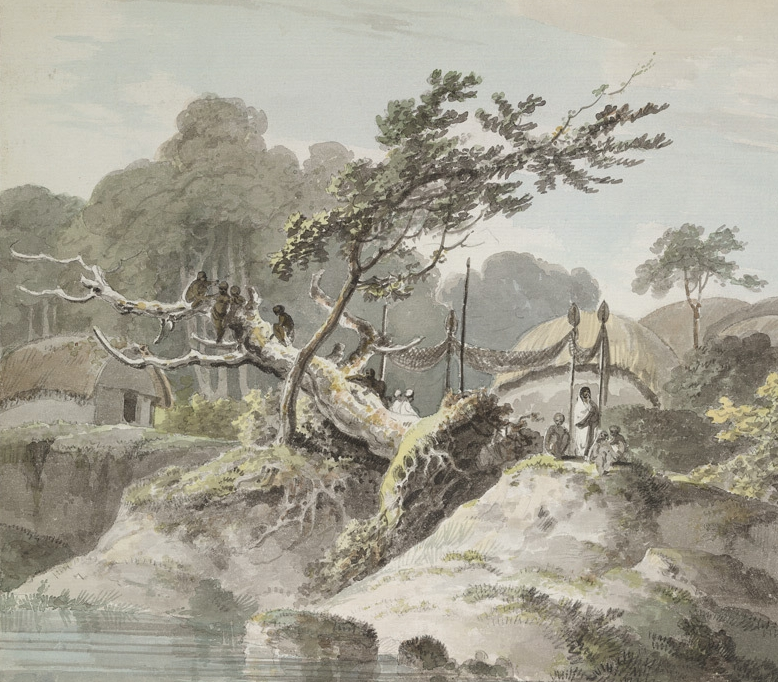
Village near Naya Serai - Bengal (aquarelle, 7 septembre 1788)
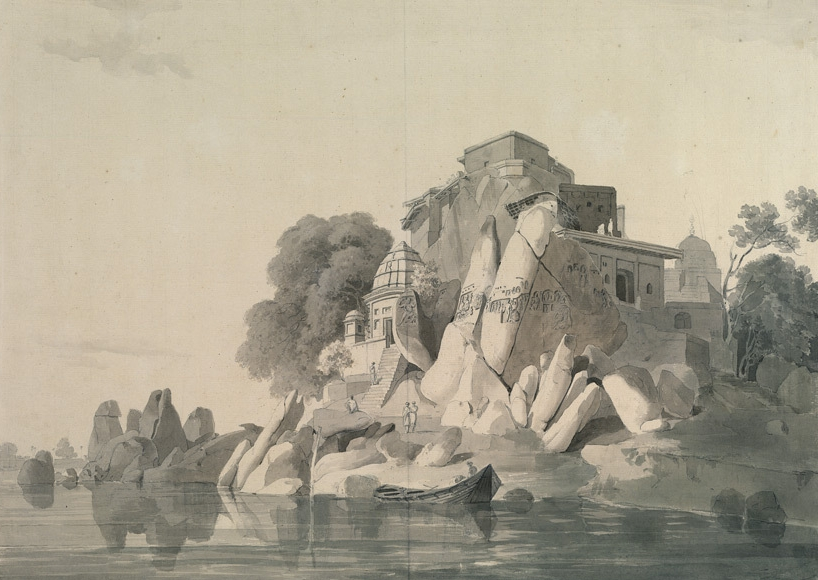
S.W. view of the Fakir's Rock in the River Ganges, near Sultanganj - Bihar (dessin, octobre 1788)
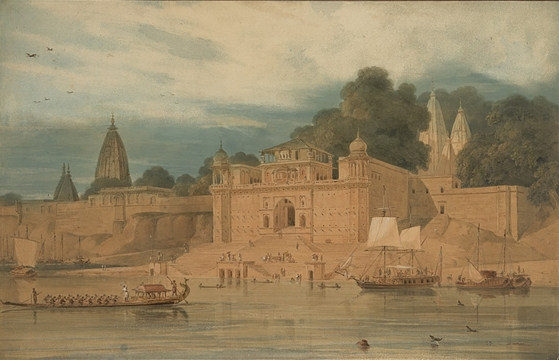
Shivala Ghat, Bénarès, Varanasi (1790)
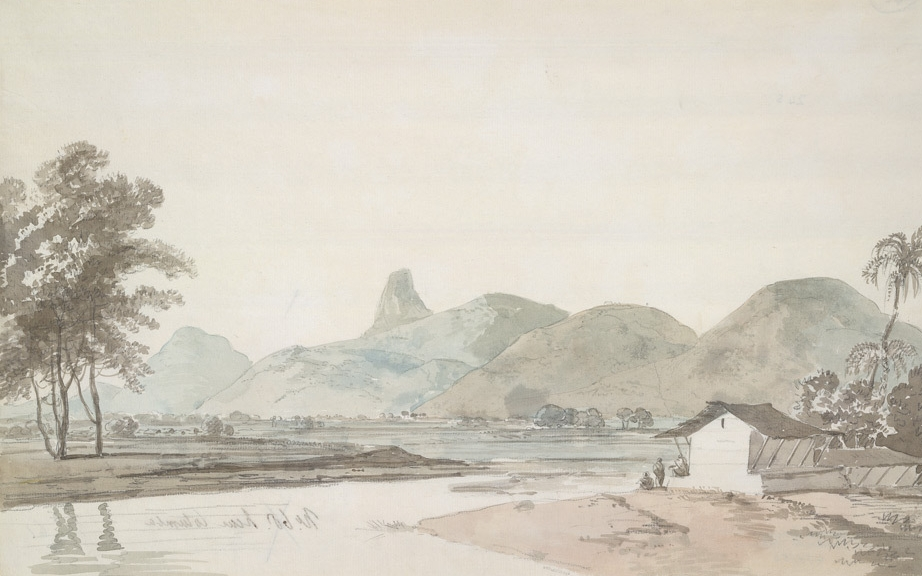
A scene near Cotumba (Sud-ouest de l'Inde, dessin, 1792)
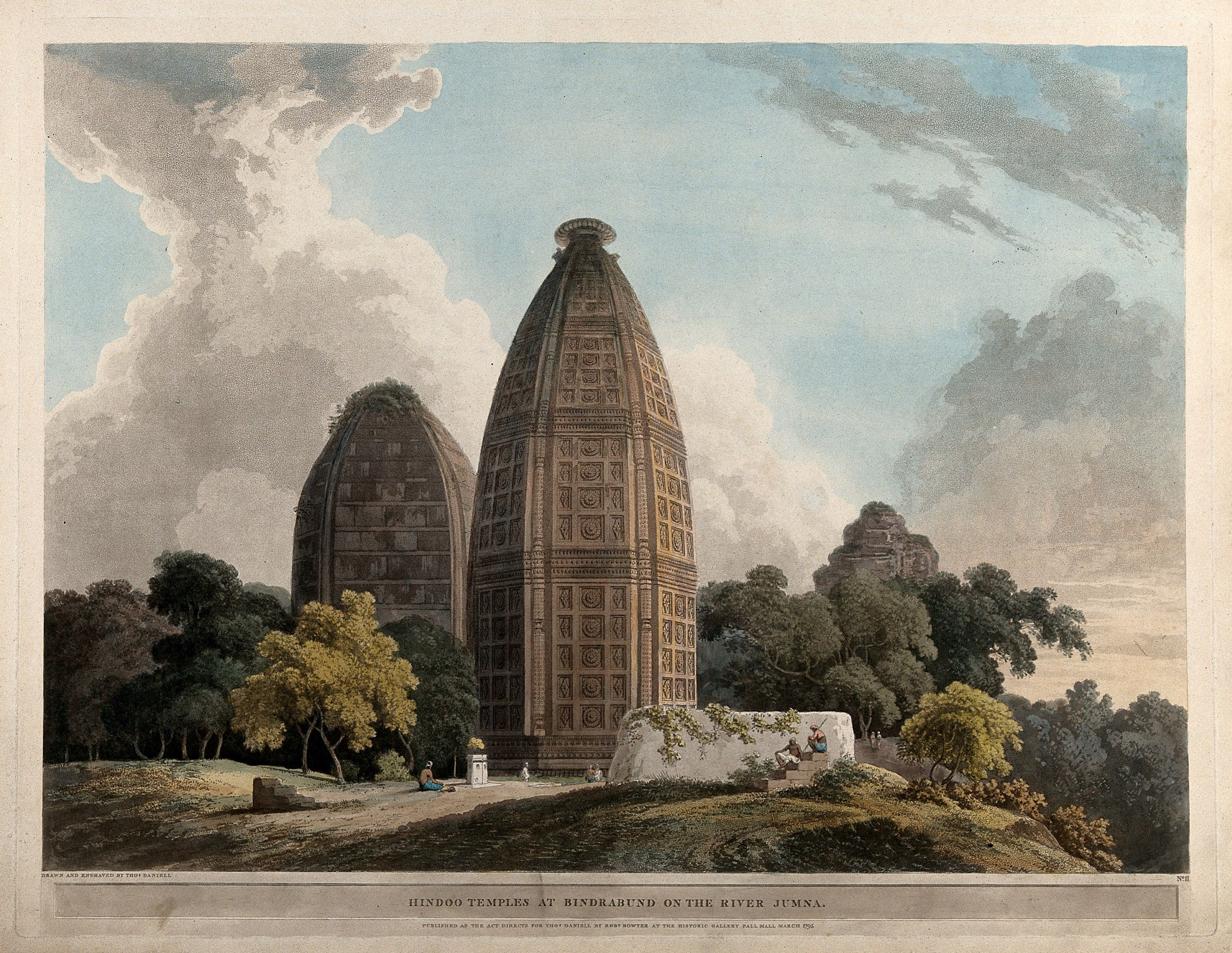
Hindu temples on the river at Jumna, India (Madan Mohan, 1795)
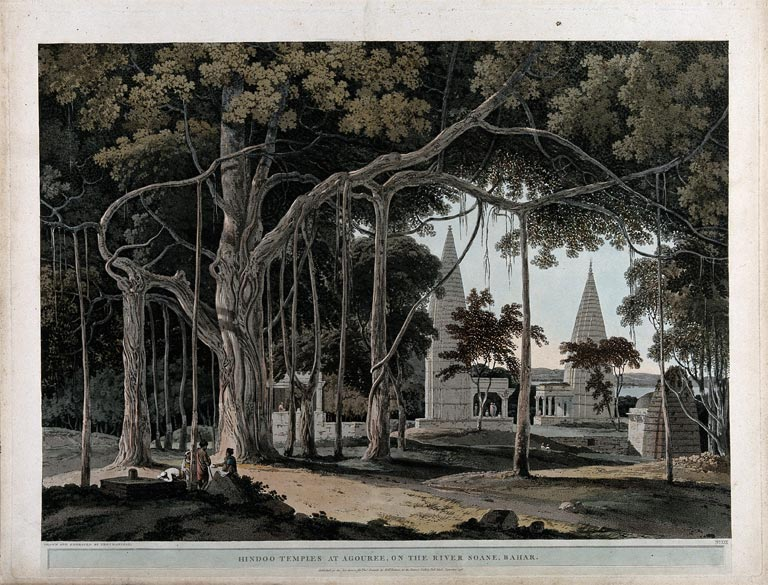
Hindoo Temples at Agouree, on the River Soane, Bahar (1796)
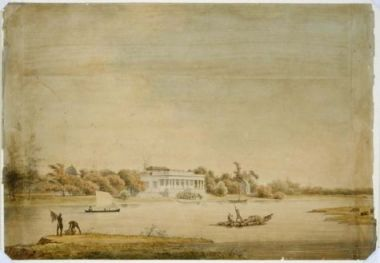
Government House, India (aquarelle, v. 1800)
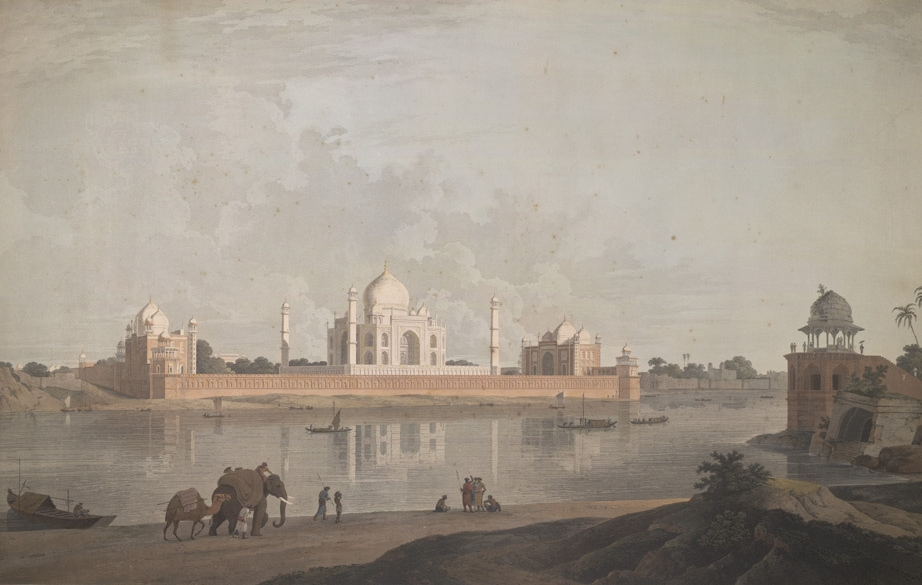
The Taje Mahel, Agra (aquatinte, 1801)
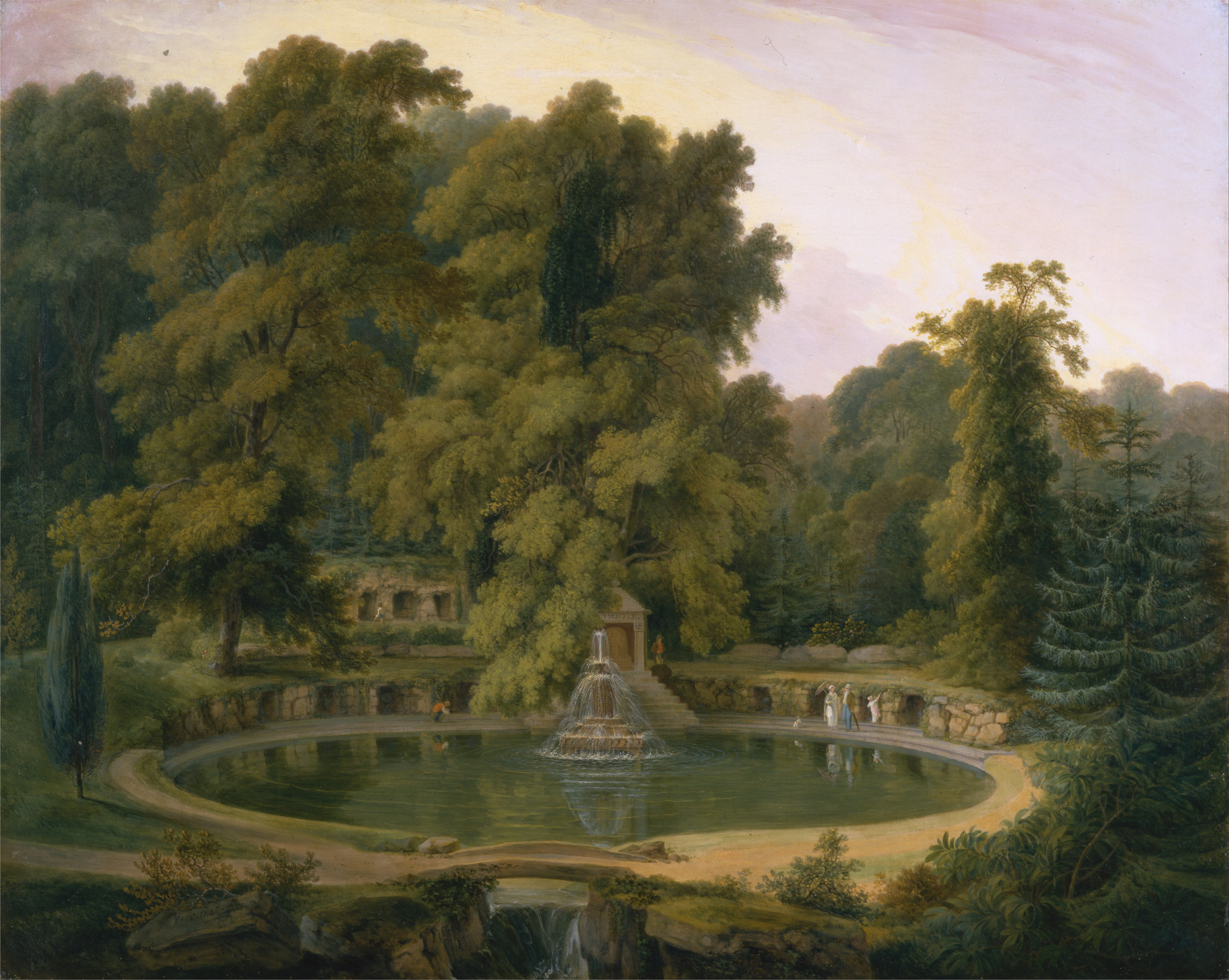
Temple, Fountain and Cave in Sezincote Park (1819)